# (2995) Taratuta
(2995) Taratuta (1978 QK) – planetoida z pasa głównego asteroid okrążająca Słońce w ciągu 4,24 lat w średniej odległości 2,62 j.a. Odkryta 31 sierpnia 1978 roku.